# Лобіно
Лобіно (рос. Лобино) — село у Краснозерському районі Новосибірської області Російської Федерації.
Входить до складу муніципального утворення Лобінська сільрада. Населення становить 840 осіб (2010).

## Історія
Згідно із законом від 2 червня 2004 року органом місцевого самоврядування є Лобінська сільрада.

## Населення
| 2002 | 2007  | 2010 |
| ---- | ----- | ---- |
| 1040 | ↘1008 | ↘840 |